# Elena Pšikova
Elena Vasil'evna Pšikova, coniugata Kuz'mina (in russo Елена Васильевна Пшикова-Кузьмина?; Nal'čik, 20 febbraio 1973), è un'ex cestista russa, fino al 1991 sovietica.

## Carriera
Con la Russia ha disputato due edizioni dei Giochi olimpici (Atlanta 1996, Sydney 2000), i Campionati mondiali del 1998 e due edizioni dei Campionati europei (1993, 1997).